# Джеймс Філіпп Бейгіан
Джеймс Філіп Бейгіан (Багян) (англ. James Philipp Bagian; нар. 22 лютого 1952, Філадельфія) — американський астронавт, лікар, інженер, спортсмен і льотчик вірменського походження.

## Біографія
Народився в 1952 році у в Філадельфії. У 1974–1978 роках брав участь у численних авіаційних змаганнях, а з 1980 р. був прийнятий в групу астронавтів США.
З 13 березня по 18 березня 1989 рік як спеціаліст лікарсько-біологічних досліджень здійснив політ на космічному кораблі «Діскавері» у рамках програми «Спейс Шаттл» STS-29.
З 5 червня по 14 червня 1991 року брав участь в експедиції STS-40 на космічному кораблі «Колумбія».

## ПольотуSTS-29
Бейгіан перший політ екіпажу STS-29, який був запущений з Космічного центру Кеннеді, Флорида, на борту «Діскавері», 13 березня 1989 року. Під час цієї надзвичайно успішною п'ятиденної місії, екіпаж розвернув супутник стеження і ретрансляції даних і провели численні вторинні експерименти, в тому числі космічної станції — теплової труби радіатора експерименту, двох студентських експериментів, експерименту зростання білкових кристалів, і хромосоми і поділ клітин рослин експеримент. Bagian був головним дослідником і виконується детальну додаткову Objective 470, в якому описується, по використання транскраніальна доплерографія, змінами мозкового кровотоку і його зв'язки з космічною адаптації синдрому (SAS) і дослідження космічного простору Морська хвороба «SMS». Бейгіан був першою людиною, для лікування SMS з наркотиками «Фенерган» внутрішньом'язово. Це представляє перший успішним режим лікування для «SMS» і в даний час прийнятий НАСА як стандарт лікування для боротьби з «SMS» в Шаттл екіпажів і використовується регулярно. Крім того, екіпаж прийняв понад 3000 фотографій Землі, використовуючи декілька типів камер, у тому числі мм кінокамерою «IMAX 70». Тривалість польоту склала 80 орбіти і уклав з посадки на авіабазі Едвардс, штат Каліфорнія, 18 березня 1989 року. Після завершення цієї місії, він налітав понад 119 годин у космосі.

## ПольотуSTS-40
Бейгіан подається на екіпаж STS-40 Спейлаб природничих наук (SLS- 1), першої спеціалізованої космічної та наук про життя місія, яка запускається з Космічного центру Кеннеді, Флорида, 5 червня 1991 року. SLS-1 було дев'ять денної місії, під час якого члени екіпажу провели експерименти, які вивчені, як серце, кровоносні судини, легені, нирки і гормонів секретують залози реагувати на умовах мікрогравітації, причини космічної хвороби, а також зміни в м'язах, кістках, і клітин, які відбуваються в організмі людини під час космічний політ. Інші корисні навантаження були проведені експерименти, спрямовані на дослідження матеріалознавства, біології рослин і космічне випромінювання. На додаток до запланованих заходів корисного навантаження на STS-40, Бейгіан успішно особисто розробці і здійсненні процедур несправної експерименту апаратне забезпечення, яке дозволило всі заплановані наукові цілі, які будуть успішно виконані на ремонт. Після 146 орбіти Землі, Колумбія та її екіпаж приземлився в базі ВПС Едвардс, штат Каліфорнія, 14 червня 1991 року. Завершення цього польоту увійшли йому додаткові 218 годин в космосі.

## Нагороди
- Медаль НАСА «За виняткові досягнення».
- Дві медалі НАСА «За космічний політ».